# Tegra APX 2500
Tegra APX 2500 — первая однокристальная система (SoC) семейства Tegra, спроектированная компанией NVIDIA и предназначенная для GPS-навигаторов, медиаплееров, портативных игровых консолей и смартфонов под управлением операционных систем Windows Mobile и Windows CE. Чип был анонсирован на выставке Mobile World Congress в феврале 2008 года под названием APX 2500, но только с анонсом следующей модификации SoC от NVIDIA был включён в семейство Tegra.

## История
Компания NVIDIA начала заявлять о своих планах создания однокристальной системы с 2007 года, когда состоялся анонс мультимедийной платформы GoForce 6100. В интервью изданию Ars Technica Майкл Рэйфилд, глава мобильного подразделения NVIDIA, заявил, что изменившееся с выходом iPhone восприятие мобильного телефона требует большей персонализации карманных устройств, которые способны создавать пользовательский контент и предоставлять возможность делиться им с другими. Результатом работы стала система на кристалле APX 2500, которая стала более сложным проектом, чем GoForce 6100, из-за чего развитие семейства GoForce фактически прекратилось. Глава компании Джен-сен Хуан отметил на анонсе APX 2500, что проектирование чипа потребовало более 800 человеко-лет, хотя, по утверждениям директора по инженерии NVIDIA Сомы Баттачаржи, могло бы потребоваться гораздо больше времени. Сэкономить время помогли программные и аппаратные решения компании Synopsys, которые смогли обнаружить недостатки проектирования, пропущенные собственными разработками NVIDIA. Проектирование чипа велось совместно с компанией Microsoft, которая была заинтересована в появлении чипа с богатыми мультимедийными возможностями для будущих продуктов компании.
Анонс APX 2500 выводил NVIDIA в конкуренты Qualcomm, Freescale, Broadcom и других компаний, ведущих борьбу за рынок однокристальных систем. По мнению журналиста CNET Тома Кразита, в этом противостоянии у NVIDIA было мало шансов. По его мнению, сотрудничество с Microsoft и оптимизация чипа под нужды Windows Mobile оставляли NVIDIA APX 2500 без рынка наиболее распространённой смартфонной ОС того времени — Symbian, а также без перспективной Android. Кроме того, аналитик Арун Демёр из профильного издания Beyond3D отметил, что NVIDIA следовало бы использовать более современную микроархитектуру Cortex-A8 вместо устаревшей ARM11.

## Характеристики
Система Tegra APX 2500 основана на процессорной архитектуре ARM и использует стандартную микроархитектуру ядра ARM11. Первоначально NVIDIA планировала установить тактовую частоту процессора на отметке 750 МГц, но после анонса Tegra серии 600 компания понизила заявленную частоту до 600 МГц. В качестве графического ускорителя используется ядро GeForce ULP, совместимое со стандартами OpenGL ES 2.0 и Direct3D9 Mobile. По словам Микаэля Токсвига из NVIDIA, проектирование GeForce ULP для обеспечения низкого энергопотребления потребовало значительной переработки стандартной архитектуры GeForce. Выделенный видеопроцессор, предназначенный для обработки мультимедиа-содержимого, способен кодировать и декодировать видео в HD-формате с помощью различных кодеков. Кроме того, Tegra APX поддерживает подключение различной периферии, включая USB 2.0 OTG и HDMI. Производством чипа занялась компания TSMC по проектным нормам 65-нанометрового техпроцесса.

### Спецификации
|                                        | Tegra APX 2500 |
| -------------------------------------- | --- |
| Процессор                              | ARM11 MPCore 600 Мгц |
| Процессор                              | Кэш L1: 32 КБ I, 32 КБ D Кэш L2: 256 КБ Выделенный PLL |
| Поддержка памяти LP-DDR                | 166 Мгц |
| Поддержка флеш-памяти                  | NAND |
| Медиапроцессор HD AVP                  | кодирование и декодирование 720p H.264 Baseline Profile декодирование 720p VC-1/WMV9 Advanced Profile кодирование и декодирование D1 MPEG-4 Simple Profile |
| Медиапроцессор HD AVP                  | поддержка AAC, AMR, WMA, PCM, SBC (кодек) и MP3 кодирование и декодирование JPEG.                                                                          |
| Графический процессор ULP GeForce      | шейдеры и др. возможности графики, совместимые с OpenGL ES 2.0 и Direct3D9 Mobile. OpenKODE                                                                |
| Графический процессор ULP GeForce      | 40 млн треугольников в секунду до 600 млн пикселей в секунду текстуризация до 240 млн пикселей в секунду                                                   |
| Возможности цифровой обработки сигнала | встроенный ISP поддержка камеры до 12 Мп кодирование видео 720p@30 fps.                                                                                    |
| Подсистема дисплея                     | поддержка двух мониторов поддержка SXGA (1280x1024) CRT |
| Подсистема дисплея                     | поддержка FWVGA (864x480) LCD |
| Подсистема дисплея                     | поддержка 720p (1280x720) HDMI 1.3 |
| Подсистема дисплея                     | поддержка S-video и композитного выхода. |
| Поддержка интерфейсов                  | USB 2.0 OTG, HDMI, MIPI Alliance, UART, SPI, SDIO, I²C, I²S                                                                                                |

## Использование чипа
Согласно первоначальным планам NVIDIA, APX 2500 был готов к коммерческому применению в конце 2008 года в случае с GPS-навигаторами и медиаплеерами, тогда как применение в смартфонах планировались к середине 2009 года из-за более сложных циклов проектирования и производства. Одним из устройств, использующим APX 2500, стал референсный MID-смартфон NVIDIA, представленный вместе с APX 2500 и предназначенный для партнёров компании. Журналист Шон Купер из Engadget во время ознакомления с устройством отметил, что смартфон обладает набором беспроводных интерфейсов, способен обрабатывать игру Quake, но при этом его толщина слишком велика для смартфона. Позднее, в ноябре 2008 года, NVIDIA в своей штаб-квартире продемонстрировала смартфон под управлением Windows Mobile, который должен стать основой для потребительских устройств. Тайваньская компания HTC заявила о поддержке платформы Tegra в январе 2009 года, сообщив о партнёрстве с NVIDIA по производству смартфонов. Впрочем, однокристальная система Tegra APX 2500 так и не была востребована в потребительских смартфонах, так как, по словам представителя NVIDIA Брюса Чена, производители первоначально скептически относились к чипам компании.